# Diapensia
Diapensia es un género de plantas con flores perteneciente a la familia Diapensiaceae.   Comprende 12 especies descritas y de estas, solo 4 aceptadas.

## Descripción
Es una pequeña planta perenne que alcanza los 15 cm de altura. Tiene hojas coriáceas ovales sin dentar de 1 cm de longitud que se alzan de densas rosetas. Tiene flores blancas solitarias.

## Taxonomía
El género fue descrito por Carlos Linneo  y publicado en Species Plantarum 1: 141. 1753. La especie tipo es: Diapensia lapponica L.	

## Especies aceptadas
A continuación se brinda un listado de las especies del género Diapensia aceptadas hasta mayo de 2013, ordenadas alfabéticamente. Para cada una se indica el nombre binomial seguido del autor, abreviado según las convenciones y usos.
- Diapensia himalaica Hook.f. & Thomson
- Diapensia lapponica L.
- Diapensia purpurea Diels
- Diapensia wardii W.E.Evans